# Атли Бьорнссон
Атли Видар Бьорнссон (исл. Atli Viðar Björnsson; род. 4 января 1980, Исландия) — исландский футболист, нападающий. Экс игрок сборной Исландии.

## Карьера

### Клубная карьера
Профессиональную карьеру начал в исландском клубе «Дальвик». С 2001 по 2018 год выступал за команду «Хабнарфьордюр», с которой 8 раз становился чемпионом Исландии. Исключением стал лишь сезон 2007, когда игрок был отдан в аренду в клуб второй исландской лиги «Фьолнир».
20 мая 2015 года забил свой сотый гол в чемпионатах Исландии.

### Международная карьера
В 2009 году сыграл в 4 товарищеских матчах за сборную Исландии.

## Достижения
- Чемпион Исландии (8): 2004, 2005, 2006, 2008, 2009, 2012, 2015, 2016
- Обладатель Кубка Исландии (2): 2007, 2010
- Обладатель Кубка исландской лиги (6): 2002, 2004, 2006, 2007, 2009, 2014
- Обладатель Суперкубка Исландии (6): 2004, 2006, 2008, 2009, 2010, 2013

### Личные
- Лучший бомбардир чемпионата Исландии: 2010 (совместно с Альвред Финнбогасоном и Жилем Мбангом Ондо — по 14 голов)
- Лучший бомбардир чемпионата Исландии: 2013 (совместно с Видар Эрн Кьяртанссоном и Гари Мартином — по 13 голов)